# Antony Santos
Domingo Antonio Santos Muñoz (Las Matas de Santa Cruz, Monte Cristi; 5 de mayo de 1967), conocido como Antony Santos, es un músico, cantante, compositor y productor dominicano. Forma parte de la trinidad de los bachateros más grandes de la historia en la República Dominicana, que incluye a Luis Vargas y Raulín Rodríguez. Santos es conocido por ser pionero en la bachata moderna, pues a inicio de la década de los noventa, tuvo un rol importante al redefinir el género para incluir letras románticas, cortes de guitarra y la implementación de instrumentos nuevos como el piano, los timbales y el saxofón.

## Primeros años
Santos nació el 5 de mayo de 1967 en Clavellinas, Las Matas de Santa Cruz, en la provincia de Monte Cristi. Fue criado en la pobreza extrema, su casa estaba en una granja de tierra. Su padre no recibía un buen salario, o prácticamente nada y su familia sufría de muy escasos recursos debido a las condiciones donde pasaba su tutores.

## Carrera musical
Santos introdujo la bachata a escena a inicio de los años noventa, empezando su carrera como el güirero para su amigo, también bachatero, Luis Vargas, solo para dejar el grupo y mantener una contienda muy pública con Vargas. Raulín Rodríguez también empezó su carrera de música con Santos como güirero. A pesar de que Blas Durán está considerado como el primer bachatero en utilizar una guitarra eléctrica, y Vargas está abonado como el primer guitarrista de bachata en utilizar pedales de guitarra, Santos era el que definió el sonido moderno en la bachata.  Él hizo esto a través de su uso de una guitarra, Álvarez 5084N con un humbucker montado en el diapasón de la guitarra, y un pedal Ibáñez PT4. También se le acredita el ser el primero en utilizar las guitarras del tipo Yamaha APX. 
Santos se convirtió en el primer bachatero rural en lograr un apoyo mayoritario en la audiencia, con su tema «Voy pa'llá». Su adopción de letras románticas más suaves eran más socialmente aceptadas que del estilo común a bachata antes que él, y dentro de poco se convirtió en el artista principal del género, ayudando a que el movimiento de la  bachata sea parte fundamental de la música del momento. Es conocido como «el Mayimbe de la Bachata», apodo que Fernando Villalona tuvo antes que él. Es también conocido como «el Bachatú», apodo con que originalmente empezó. Santos no es solo uno de los nombres más grandes en la bachata, sino que ha servido como una inspiración a muchos artistas de la bachata y músicos como Romeo Santos y Lenny Santos.  Ha participado en varias canciones con el grupo Aventura y con Romeo Santos. Sus más grandes éxitos incluyen: «Ciego de amor», «Debate de 4», «Masoquismo», entre otros.

## Discografía

### Álbumes de estudio
- La chupadera (1991)
- La batalla (1992)
- Corazón bonito (1993)
- Cójelo ahí (1994)
- El Mayimbe... y nada más (1995)
- Sabor latino (1996)
- Como te voy a dejar (1997)
- Me muero de amor (1998)
- Enamorado (1999)
- El balazo (2001)
- Juego de amor (2002)
- Sin ti (2003)
- Lo nuevo y lo mejor (2005)
- Lloro (2005)
- ¡Ay! Ven (2006)
- No nos vamos a olvidar (2007)
- Muchos cambios en el mundo (2008)
- Un muerto vivo (2009)
- Mensaje (2010)
- Vuelve (2011)
- Yo soy el Bachatú (2012)
- Tócame (2015)
- La historia de mi vida: el final, vol. 1 (2018)

### Álbumes en vivo
- El Mayimbe: en vivo (1999)
- El Mayimbe: en vivo, vol. 2 (2002)
- En vivo, vol. 3: con su nuevo estilo (2003)
- El Mayimbe: en vivo, vuelve amor (2004)
- Concierto, en vivo: Palacio Unido (2004)
- El Mayimbe: en vivo, vol. 4 (2005)
- Me van a matar por las mujeres, en vivo, vol. VII (2006)
- En la casa de mi compai, en vivo, vol. VIII (2007)
- Porque no me das tu amor, en vivo, vol. IX. Solo merengue (2008)
- En vivo (2012)
- Merengues en vivo, vol. 1 (2019)
- Merengues pesao en vivo, vol. 1 (2020)

### Álbumes de recopilación
- Grandes éxitos (2000)
- Golpes más grandes (2001)
- Todo éxitos (2002)
- Siempre romántico (2006)
- El diablo soy yo (2011)

## Películas
- Anthony Santos: documental (Frédéric Pelle, 1996)[6]
- Concierto, en vivo: Palacio Unido (edición limitada) (2005)
- El Mayimbe en vivo (2006)

## Reconocimientos
En 2007 fue merecedor de la estatuilla de los Premios Casandra en la categoría de bachatero del año, lo que hoy son los Premios Soberano. Dicho premio se lo dedicó a Romeo Santos. En 2009 ganó el premio a bachatero del año. Posteriormente, en 2013 ganó dos estatuillas, como bachata y bachatero del año, con la canción «Creíste», escrita por Ramón Orlando.
En 2019 fue ganador del máximo galardón de los Premios Soberano, obteniendo el Gran Soberano, reconociendo su trayectoria artística.
En 2020 fue reconocido por el alcalde de la ciudad de Nueva York y aspirante a la presidencia de los Estados Unidos, Bill de Blasio, con una proclama que declara el 8 de agosto Día de Anthony Santos en la ciudad de Nueva York por su contribución a la cultura dominicana.